# Benguet

Ifugao

Benguet – prowincja na Filipinach w regionie Cordillera Administrative Region, położona w północno-zachodniej części wyspy Luzon. Od zachodu graniczy z prowincjami Ilocos Sur i La Union, od północy z prowincją Mountain Province, od wschodu z prowincjami Ifugao i Nueva Vizcaya, od południa z prowincją Pangasinan. Powierzchnia: 2826,59 km². Liczba ludności: 372 533 mieszkańców (2007). Gęstość zaludnienia wynosi 131,8 mieszk./km². Stolicą prowincji jest La Trinidad.